# Blues rock
Blues-rock é um estilo musical híbrido que combina elementos do blues com rock and roll, enfatizando a guitarra elétrica. Começou a ser desenvolvido como um estilo distinto em meados da década de 1960 na Inglaterra e nos Estados Unidos com o trabalho de bandas como Cream, The Rolling Stones e Creedence Clearwater Revival, bandas de rock que experimentavam a música de artistas de blues como Elmore James, Howlin' Wolf e Muddy Waters. No Brasil, Raul Seixas, Rita Lee & Tutti Frutti e o Made in Brazil foram pioneiros do gênero.

## Características
O blues-rock é caracterizado pela improvisação e pelas longas sessões de jam, geralmente focando o guitarrista, com um som pesado e orientado ao riff. É também geralmente executado em um tempo alto, distinguindo-se do blues tradicional.